# I Dream of Jesus
I Dream of Jesus («Я мечтаю об Иисусе») — вторая серия седьмого сезона мультсериала «Гриффины». Премьерный показ состоялся 5 октября 2008 года на канале FOX.

## Сюжет
Питер добывает запись своей любимой песни, и теперь сводит всех с ума, без конца напевая и наигрывая её. Не в силах более терпеть, Брайан и Стьюи ночью выкрадывают пластинку и уничтожают песню. Разъярённый пропажей, на следующее утро Питер идёт в магазин, чтобы купить себе новую, но выясняется, что незадолго до него тут побывали Брайан и Стьюи, которые скупили все записи этой песни и уничтожили их. В одном из продавцов Питер внезапно узнаёт Иисуса Христа.
Питер и Иисус становятся друзьями, и Питер убеждает его объявить всем о своём появлении. Очень скоро Иисус становится популярным, его показывают на телевидении, он упивается своей славой и забывает о Питере.
Вскоре из новостей Питер узнаёт, что Иисус был найден этим утром в квартире Мэри-Кейт Олсен без сознания. Полиция привела его в чувство и арестовала за антисемитские высказывания (Евреи ответственны за все войны в мире!). Питер вносит за Иисуса залог и освобождает его. Отныне презираемый всеми Иисус решает, что его приход был преждевременен, люди ещё не готовы принять его.
Иисус покидает наш мир, оставляя Питеру подарок: ту самую музыкальную запись, которую он так хотел получить.

## Создание
Премьеру эпизода посмотрели 8 400 000 зрителей, и он занял первое место по просмотру в тот день на канале FOX.
Автор сценария: Брайан Скалли
Режиссёр: Майк Ким
Композитор:
Приглашённые знаменитости: отсутствуют
В целом, эпизод получил отзывы от регулярных критиков выше среднего.